# Roman Kraszewski

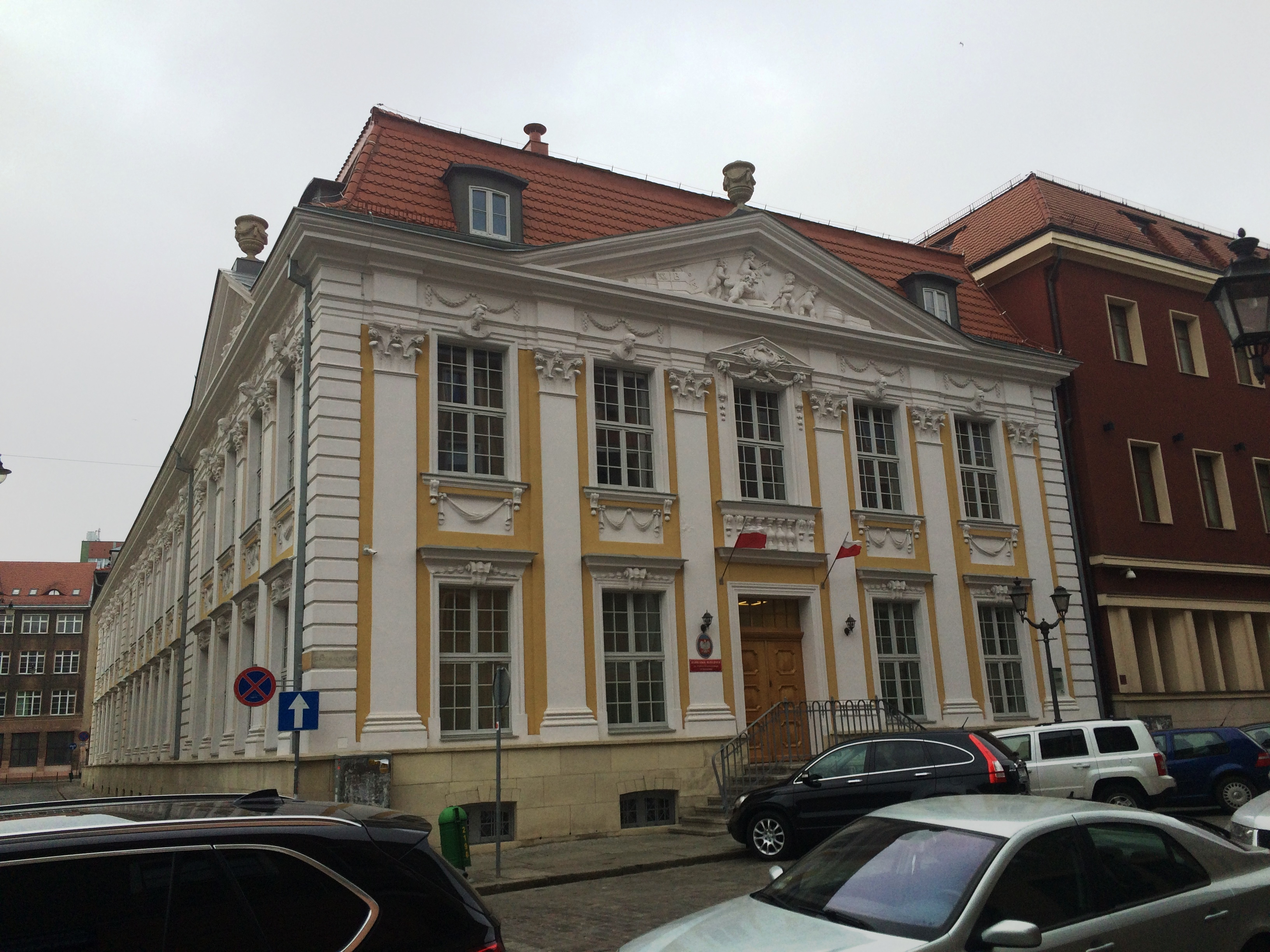
Palais Velthusen, Sitz des Musikschulverbundes „Feliks Nowowiejski“ in Stettin

Roman Kraszewski (geb. 1930 in Wilna, damals Republik Polen) ist ein polnischer Musikpädagoge, Musikkritiker und Komponist.

## Leben
Kraszewski war der erste Absolvent der Klavierklasse von Halina Nowacka-Durnaś an der von ihr gegründeten Musikschule im polnisch gewordenen Stettin.
Er studierte von 1951 bis 1955 Musiktheorie und Komposition bei Piotr Perkowski und Stefan Bolesław Poradowski an der Staatlichen Hochschule für Musik in Breslau.
Von 1955 bis 2000 unterrichtete er Musikgeschichte, Formenlehre und Kontrapunkt an der Staatlichen Musikschule 2. Grades „Feliks Nowowiejski“ in Szczecin. Er schrieb u. a. für die Stettiner Tageszeitungen Kurier Szczeciński, Głos Szczeciński sowie für die Fachzeitschrift Ruch Muzyczny. Er komponierte u. a. Lieder für Klavier und Stimme sowie für Kinderchor.

## Werke (Auswahl)
- Three Songs for Unaccompanied Children´s Choir (Trzy pieśni na chór dziecięcy a capella). Text J. Tuwim. PWM Edition. Krakau 1971 ISMN 979-0-2740-1066-9
- Spring Ditties for Unaccompanied Children´s Choir (Wiosenne Piosenki na chór dziecięcy a capella). Text Joanna Kulmowa. PWM Edition. Krakau 1977
- Songs from the Region of Pomorze (Pieśni z Pomorza). PWM Edition. Krakau